# Rio Chandless
Der Rio Chandless, in Peru Río Chandless, ist ein etwa 477 km langer rechter Nebenfluss des Rio Purus im Amazonastiefland der peruanisch-brasilianischen Grenzregion. Der Fluss trägt den Namen des englischen Entdeckers William Chandless, der zwischen 1861 und 1865 das Gebiet erkundete.

## Flusslauf
Der Rio Chandless entspringt im äußersten Osten von Peru an der Grenze der Provinzen Purús (Region Ucayali) und Tahuamanu (Region Madre de Dios) auf einer Höhe von etwa 390 m. Der Fluss durchquert anfangs den Norden des Distrikts Iñapari in ostnordöstlicher Richtung. Er weist auf seiner gesamten Länge ein stark mäandrierendes Verhalten mit zahlreichen Flussschlingen und Altarmen auf. In Peru verläuft der Fluss im Nationalpark Alto Purús. Bei Flusskilometer 357 überquert der Rio Chandless die brasilianische Grenze. Anschließend wendet er sich nach Nordosten und durchquert das Schutzgebiet Parque Estadual do Chandless. Der rechte Nebenfluss Igarapé Sindrichal trifft bei Flusskilometer 190 auf den Rio Chandless. Dieser fließt anschließend bis Flusskilometer 100 nach Norden, bevor er sich im Unterlauf in Richtung Nordnostost wendet. Zwischen den Flusskilometern 114 und 45 verläuft der Rio Chandless entlang der südöstlichen Grenze des Eingeborenenreservates Terra Indígena do Alto Purus. Im Anschluss durchquert er dessen nordöstlichen Teil und mündet schließlich auf einer Höhe von ungefähr 170 m in den nach Osten fließenden Rio Purus.

## Einzugsgebiet
Der Rio Chandless entwässert ein Areal von etwa 10.100 km². Dieses ist hauptsächlich mit tropischem Regenwald bedeckt. Der peruanische Teil befindet sich im Distrikt Iñapari der Region Madre de Dios und liegt vollständig im Nationalpark Alto Purús. In Brasilien liegt das Einzugsgebiet im Bundesstaat Acre, größtenteils im Gemeindegebiet von Manoel Urbano sowie zu einem geringen Teil im äußersten Süden im Gemeindegebiet von Sena Madureira. Das Einzugsgebiet des Rio Chandless grenzt im Norden und im Westen an das des oberstrom gelegenen Rio Purus (in Peru: Río Purús) sowie im Süden und im Osten an das des Rio Iaco (in Peru: Río Yaco).